# Middle Brewster Island
Middle Brewster Island ist eine Insel im Boston Harbor. Sie liegt 9,33 mi (15 km) vom Bostoner Stadtzentrum entfernt auf dem Gebiet des Bundesstaats Massachusetts der Vereinigten Staaten und verfügt über eine Fläche von ca. 13,6 Acres (5,5 ha). Sie wird vom Massachusetts Department of Conservation and Recreation (DCR) verwaltet und ist Teil der Boston Harbor Islands National Recreation Area.

## Geographie

### Geologie
Die Insel besteht aus mehreren Felsen und ragt bis zu 52 ft (15,8 m) aus dem Wasser.

### Flora und Fauna
Auf der Insel nisten vorwiegend Möwen und Kormorane. Der geringe Pflanzenwuchs besteht aus Rhus, kurzwachsenden Bäumen und Gräsern. Die Tierwelt der Insel ist darüber hinaus noch Gegenstand wissenschaftlicher Untersuchungen.

## Geschichte
Die Insel wurde nach William Brewster, dem ersten Prediger und Lehrer der Plymouth Colony, benannt. In der Mitte des 19. Jahrhunderts errichteten Angler einige Hütten auf der Insel. Einige wohlhabende Bostoner Bürger nutzten die Insel zudem als Rückzugsort während des Gilded Age Ende des 19. Jahrhunderts.

## Sehenswürdigkeiten
Die Insel bietet neben den Ruinen eines Steinbogens, an dem früher eine Glocke hing, und einigen Mauern keine besonderen Sehenswürdigkeiten. Die Behörden raten im Gegenteil davon ab, sich ihr zu nähern, insbesondere während der Brutzeit der dort lebenden Vögel.